# Hanwella Ihala
Hanwella Ihala är en ort i Sri Lanka.   Den ligger i provinsen Västprovinsen, i den sydvästra delen av landet, 26 km öster om huvudstaden Colombo. Hanwella Ihala ligger 14 meter över havet och antalet invånare är 22 918.
Terrängen runt Hanwella Ihala är huvudsakligen platt, men österut är den kuperad. Runt Hanwella Ihala är det mycket tätbefolkat, med 3 494 invånare per kvadratkilometer. Närmaste större samhälle är Battaramulla South, 18,4 km väster om Hanwella Ihala. Omgivningarna runt Hanwella Ihala är en mosaik av jordbruksmark och naturlig växtlighet.